# Ипсилон Волопаса
Ипсилон Волопаса (лат. υ Boötis), 5 Волопаса (лат. 5 Boötis), HD 120477 — двойная звезда в созвездии Волопаса на расстоянии приблизительно 228 световых лет (около 70 парсеков) от Солнца. Видимая звёздная величина звезды — +4,07m. Возраст звезды определён как около 10,08 млрд лет.

## Характеристики
Первый компонент — оранжевый гигант спектрального класса K5,5III, или K5. Масса — около 1,538 солнечной, радиус — около 37,87 солнечных, светимость — около 281,334 солнечных. Эффективная температура — около 4070 K.
Второй компонент — красный карлик спектрального класса M. Масса — около 82,68 юпитерианских (0,07893 солнечной). Удалён на 1,726 а.е..